# 六四事件中的福建省
1989年春夏之交，中华人民共和国爆发全国性抗议运动，史称六四事件或八九民运，中国官方称1989年春夏之交的政治风波。期间福建省各地也有抗议、游行、罢课、集会及其他政治表达行为。这些活动多由学生、工人主导，也包含市民等群体发起，与全国范围内的抗议相呼应。
福建最大规模的抗议示威发生在高校集中的省会福州、厦门两座大城市，此外龙岩、泉州、南平、漳州、宁德等地亦有不同程度的響應。后来成为中国最高领导人习近平在当时主政宁德地区，并被当局认为妥善处理了当地的学生示威情况。

## 福州
4月15日胡耀邦死後，4月22日，福州有學生示威活動。官方報告指最遲到4月24日，福建高校出現各種大小字報和標語。5月4日，数千名福建师范大学和福州大学的学生在福州冒雨遊行，響應當天的全國五四大遊行。游行者打著「發揚五四精神,反對黨內腐敗」橫幅，也有人指隊伍中标语極少。他們喊的口號包括「擁護中國共產黨」、「打倒官倒,打倒腐敗」、「聲援北京學生」，并造成交通堵塞。他們先到五一廣場匯合後，遊行到福建省委辦公地，發現省委辦公大樓已关闭並且周圍都是警察。尽管在人群和警察之间有短暂的推搡，但大多数人在经过数小时后约17时就离开了。途中,又有二三百人到中共福州市委、市人民政府门前抗议，至近19时散去。
5月16日至5月18日，福州的示威活动參與人數增加到10000多人，但總體上平穩有序。17日上午，福州各大中专院校近万名学生、研究生上街游行。下午有七八千名学生聚集在福建省政府门口，要求与福建省领导对话。有人向警卫扔瓶子和鞋子，公安指两名武警头部受轻伤，19名武警被挤伤。在運動期間，福州大學還有學生自行設立電台，張貼大小字報。
5月18日，福建师范大学等13所高校继续有近万人上街游行。5月19日上午十一时，福州大学、福建师范大学、福建中医学院3000多名学生到省政府请愿后，游行到福州火车站，冲进站台，三四百名学生爬上即将离站的378次客车，有一部分学生在铁轨上静坐，致使这次列车无法发出，其他列车无法进站。交通中断了5个多小时。福建省政府领导赶到现场，指挥处理此事。晚上7点45分，学生才全部离去。当日，福建省政府大院亦遭到冲击。从5月16日至6月3日，福州共發生11起學生臥軌攔截列車，使行車秩序嚴重脫節。 
5月20日，随着北京戒严令的公布，福州一些对中央政府不满的学生阻攔了福州前往北京的特快列车。大约有1000人还要求面見福建省副省长陈明义，不過在等待了五个小时之后，人群陸續撤離。5月22日上午，福州三所高校近千名学生继续上街游行，下午陆续散去。福州大學校長黃金陵對學生發表講話，指校內“仍然有一小部分人,肆意扰乱校园秩序”，列舉他们摔瓶子、“乱起哄”、强制阻挡同学走进教室的行為，並呼籲學生“不要听信美国之音的造谣,更不要随便传播”，不要“阻挠同学上课”，“全体师生员工团结起来为维护福州大学正常教学秩序而共同努力”。黃金陵又說“福州市某非法组织”在给各校策划游行的人下达指示,规定了游行线路、标语口号以及注意事项等，要他们继续轮流组织游行,認為“这些人的用心是显而易见的”。
在整个运动期间，有人成立“闽江沙龙”组织，高校学生有人组织福州高校学生自治联合会。福建师大也有人成立自己的学生自治会。5月24日，福州市两所院校约四百余名学生上街游行。5月27日，福州师范大学数百人上街游行。一群抗议者封锁了横跨閩江的一座桥梁，持續時間為大约一个小时。6月初，高校开始复课，但仍有大小字报出现。
作為對6月4日北京的军事镇压行动回應，成千上万人在福州市中心游行。6月5日，福州市继续有逾千名学生继续上街游行，游行者舉著橫幅遊行表達哀傷，遊行秩序井井有条。有近万名学生在五一广场举行追悼会，数十名作家参加。6日，继续有1000余名大学生继续上街游行。为响应"空校行动"，当天有一千多名学生离校返乡。到八日，空校运动使福州市在校学生不足三分之一。福建省教委当日报告，福州大学、福建师范大学、福建农学院、福建医学院等八所院校的23000名大学生，已有16000人离校。各大学还有人成立「空校委員會」，以支持“空校运动”。有高校的一些学生搞“选狗打狗”运动，针对积极配合官方工作的学生干部。

## 厦门
4月27日，针对当时校园内的抗议活动，厦门大学党委召党员、教师、学生干部等会议,要求“坚决反对和制止动乱,维护学校正常的教学秩序”。校党委书记吴宣恭、副书记均发言。期间，“厦门大学学生自治联合会”(或称 “全国高校学生自治联合会厦大分会”)，演变出“厦大声援团”组织，并与北京北高联组织进行合作和联系，进行统一行动。
5月4日傍晚，厦门大学二千多名學生冒雨上街游行，响应当时全国的五四游行。他們到廈門市政府請願,要求查辦腐敗現象,查處浯嶼駐軍毆打該校學生事件。由於雨越下越大,學生被各校派車接回。
5月17日，繼續有遊行聲援北京絕食學生。5月18日，厦门大学师生和新闻从业员七千多人上街游行。5月19日，厦门大学、集美各大专院校近万名学生上街游行, 部分学生举行静坐绝食。厦门市政府认为其“影响社会秩序”，并派市党政领导和学校负责人前往对话，最后学生全部返校。
北京宣布戒严后，5月22日厦门大学有一百多名学生在公共场所进行宣传演讲，抗议戒严令。5月27日，厦门大学数百人上街游行。
6月1日上午，厦门大学800名学生打着“拋头颅，洒热血”，“罢课、罢考，坚持斗争”，“与北京同步，要掀起第二个五·四”的横幅上街游行。受“空校运动”的影响，厦门大学90%的学生罢课，有学生到火车站买票回家。到6月2日，厦门大学成为全省唯一未复课的高校。
六四镇压以后，公安局指6月4日厦门很多学生游行抗议。福建省教委8日报告，由于空校运动，有八千名学生的厦门大学，在校学生不到二千名。厦门大学后来的材料指，厦门大学在八九民运期间“发生了一场严重的动乱”、“发生几次以反对党中央和中央人民政府为主要内容的示威游行和绝食,并在市区交通要道静坐”、“书写、张贴大量反动标语、大小字报,印发大量反动传单,猖狂反对四项基本原则,妄图推翻社会主义制度”。厦大声援团也“带领100多名学生砸坏二道木门和一道铁门,冲击、抢占学校广播电台企图强行播放“声援团十点声明””，“私设广播站,日夜播放西方和台湾的种种谣言和反革命煽动,还大量传播来自北京“高自联”的谣言和动乱信息,发布校“声援团”的“通知”、“决定”、“行动部署””，举办十几场自由论坛，并请京、沪高校组织成员来厦大演讲。
在此期间，金门国民党军也加强了面向厦门的心战广播喊话。从5月17日至6月6日,计播音303次,累计时数1579小时。六四事件之后，厦大声援团组织“敢死队”和示威游行,举行追悼会,为北京死者致哀,并在校门口悬挂“打倒法西斯”的黑布大幅标语。厦门大学的学运组织罢课和罢考活动，亦通过组织“纠察队”,以设置路障,把住路口,对学生搜身检查、封锁教室等方法,阻拦师生上课。亦有人举行“罢考宣誓”，搞“打狗运动”，围攻、威胁教师,干部,冲击考场,砸破教室门窗,殴打参加考试学生,撕毁考卷,还把参加考试学生的床被用品扔到楼下,在他们的宿舍贴上封条。同时，厦大声援团进行串联，呼吁厦门和外地其他院校罢课，并派人到厦门工厂、企业散播北京的消息，试图鼓动罢工。厦大声援团也发动“空校运动”,鼓励学生离校返乡“发动群众”, 在校门口张贴标语，包括“常听海外电台”、“返乡揭露真相”，扬言6月20日北京再见，使部分学校长期无法恢复上课。

## 其他县市
5月18日，寧德、漳州师范学院等学校有部分学生、教师上街游行声援北京。5月17、18日，泉州等地亦有大专院校学生上街游行，其中18日的游行有华侨大学等大专院校的2000多人。5月18、19日，龙岩高等院校亦有一千多名学生上街游行，其中18日龙岩上街示威的包括龙岩师专和福建中医学院在龙岩的实习医学生。
5月18日，南平市的福建林学院有上千名学生冒雨上街游行。根据官方统计，从4月15日至6月25日，南平地区全区共有19所大、中专院校近万名学生上街游行。先后发生游行、请愿、募捐、绝食、罢课、“空校”等事件。
运动期间，在宁德，宁德师范、师专、财经学校、闽东职业大学等校的近千名学生也上街游行声援北京天安门广场的请愿学生。在福安的地区农校、福安师范也有学生上街游行。宁德地委、行署等机构均派员进行沟通，之后学生们陆续返校。其中5月18日的游行，有宁德师专和财务专科学校的500多名学生参与。
後來任中共總書記的習近平當時主政宁德地区。据官媒披露，习近平当时积极配合当局，阻止了浙江温州学生跨省到寧德搞串联。当时有一批温州学生准备乘坐刷有「刺眼的大幅标语」的汽车从福鼎入境福建，于是上报寧德地委。习近平對时任宁德地区公安处处长陈由诚作出批示，「第一要认定中央、跟定中央，一切听从党中央指挥；第二要坚决阻止学生入闽（福建）串联，汽车上的标语更不能进宁德、进福建。」陈据此在福鼎县与省界分水关设立检查站，一面劝说溫州方面的学生回校，一面清洗汽车标语。习近平多次批示要求公安机关“严密注视全区有关动态，确保社会稳定”。陈亦指「习近平同志妥善处置学潮风波」。
北京戒严令之后，5月22日泉州华侨大学有500多名学生上街游行，要求泉州市政府批判李鹏的讲话。當局指有高自联、工自联的人到泉州张贴大小字报,散布消息，並鼓動学生和群众上街游行进行声援。泉州當局還指有台湾特务把心战品寄发到當地武警支队进行策反活动。
公安局报告5月26日福建全省没有学生上街。多数高校开始复课，厦门地区本科生复课率约30%，非本科生复课率约70%。5月28日，福建省人民政府发布《关于坚决制止学生冲击铁路、强行乘车进京的通告》。
6月2-3日，泉州大中专院校学生继续上街游行，泉州市政府指是其“在部分新闻媒介误导和北京学潮影响下”。

## 后续
六四事件后，6月9日福建省教委要求解散福建高校内出现的各类“高校委员会”和“福州高校学生自治联合会”，切断其与北高联的联系，并制止福建学生发起的“空校”活动。福州大學校長黃金陵則說“这次动乱和暴乱是多年来资产阶级自由化思潮泛滥的严重后果”，並要求在學校加强政治理论教学，加强学生工作系统的组织建设，增加勞動課和軍事教育等措施進行處理。6月16日,南安縣石井鄉邊防派出所抓獲北京工自聯领导者沈銀漢。6月20日，福建当局宣布實行新的簽發出境卡辦法。
7月4日，福州市政府發出第一號、第二號《通告》，明令取締「福建師大學生自治會」、「閩江沙龍」兩個民運組織。厦门市人民政府發出《關於解散“全國高校自治聯合會廈門大學分會”、“廈門大學聲援團」的通告”，取缔这些组织。厦门大学党委也指责厦门的学运组织“机构严密,纲领明确,活动猖獗,是煽动、策划、制造厦大这场动乱的核心组织”。其后，仍有人在福州市政府牆上张贴一張漫畫，畫中有一隻螃蟹，背殼紋路為一個「共」字，旁邊有一漁夫，手持魚叉刺向螃蟹，另有一標語寫道：「看你橫行到何時」。漫畫貼出後，引來路人圍觀和中共公安人員偵訊。
7月14日，《福建日報》报道4日廈門市政府《通告》發佈後,已有7名「高自聯廈大分會」及「廈大聲援團」在校领导人物到廈門市公安機關登記。16日，《福建日報》报道福州某大學學生張某攜帶民運組織制作的反共宣傳品，在離开福州的列車上被乘警查獲。泉州某大學碩士研究生攜帶43份反共宣傳品乘坐汽車,在漳州被薌城公安分局查獲。
事件平息後，寧德地委書記习近平在7月30日跟地委行署领导层与公安人員見面，並要求公安人员做好清理清查工作，但不要搞“一刀切”，要「缩小打击面、扩大教育面」，“以免做成人人自危。另外，亦要多做得人心的事情”。1990年，习近平升为福州市委书记。
此前从1985年两岸关系缓和之后，台湾方面停止了针对福建方向的空飘宣传行动。1989年5月31日，台湾组织“手拉手,心连心”活动,由学生声援大陆民主运动。此后台湾学生写的数千封声援信,被从金门岛向厦门方向利用气球空飘。六四清场事件之后，台湾总政战部从6月7日至9日通过金门的各气球站向厦门方向实施72小时的连续空飘作业,施放高低空气气球千余个。马祖守军还向马祖渔船下达了向福建方面输送心战品的任务，马祖方面也向福州方向进行气球空飘。当中包括大量的宣传品，如台湾民众搜集的大量台湾报纸、剪报、声援信函、录音带和心战传单。中国当局指其“更集中、更大量、更突出地散布和兜售社会主义失败论,马列主义过时论,以及“多元政治”、“三权鼎立”、“民主”、“人权””。福建公安部门也在事件之后指破获一起“台湾国民党特务机关秘密联络并指使在福建的敌对分子,企图挑起动乱的案件”。
9月6日，解放軍空軍中尉蔣文浩自福建龍溪機場駕機投靠台灣方面，於下午二時抵金門尚義機場。蔣文浩為六四事件后首個叛逃的解放軍飛行員，被台灣當局稱爲“反共義士”，其於7日記者招待會中表示六四事件造成他“思想上的轉折”,他“不能將熱血、生命奉獻給一個腐敗、讓世人唾棄的共產黨”。中央日報評論指六四事件後“共軍軍心渙散,情勢惡化,蔣文浩義士振翼來歸,代表著全中國人的正義心聲,大陸上千萬人爭民主,爭自由的血淚心力,決不會白費”。

## 另見
- 六四事件
- 1989年中華人民共和國抗議地區列表